# 京町溫泉站
京町溫泉站（日语：／ Kyōmachi-Onsen eki */?）是位於宮崎縣蝦野市，屬於九州旅客鐵道（JR九州）吉都線的車站。

## 車站構造
本站為島式月台1面2線的地面車站和無人車站，月台上設有候車室。

## 車站周邊
車站前有京町溫泉的溫泉街。
- 蝦野市立真幸小學
- 蝦野市立真幸國中
- 京町派出所
- 真幸保育園
- 真幸郵局
- 蝦野市公所 真幸辦公處
- 蝦野共立醫院
- 京町國立醫院

## 歷史
- 1912年10月1日：鐵道院國有鐵道宮崎線吉松至小林町站開通，本站以中途站開業，稱為「京町站」（きやうまち）[1]。
- 1962年（昭和37年） - 完成現有站房。
- 1962年（昭和37年）9月20日 - 廢止貨物業務
- 1987年（昭和62年）4月1日 - 國鐵分割民營化後成為九州旅客鐵道（JR九州）轄下的車站。
- 1990年（平成2年）11月1日 - 改稱為京町溫泉站

## 相鄰車站
九州旅客鐵道
吉都線
鶴丸－京町溫泉－蝦野

## 相關項目
- 日本鐵路車站列表

## 外部連結
- JR九州－京町溫泉車站 （页面存档备份，存于）（日語）